# Zefallacia
Zefallacia is een geslacht van slakken uit de familie van de Cerithiidae. De wetenschappelijke naam van het geslacht is voor het eerst geldig gepubliceerd in 1926 door Finlay.

## Soorten
De volgende soorten zijn bij het geslacht ingedeeld:
- † Zefallacia australis (Suter, 1919)
- † Zefallacia benesulcata Powell & Bartrum, 1929
- † Zefallacia chattonensis Marwick, 1929
- † Zefallacia lawsi Marwick, 1948
- † Zefallacia ruamahunga Wells, 1986